# Максилликосты
Максилликосты (лат. Maxillicosta) — род морских лучепёрых рыб из подсемейства Neosebastinae семейства скорпеновых. Его наименование образовано от латинских слов maxilla — челюсть и costa, -ae — ребро. Представители рода распространены в восточной части Индийского океана и западной части Тихого океана. Длина их тела составляет от 7 до 12 см. Это придонные хищные рыбы, поджидающие добычу в засаде.

## Классификация
На декабрь 2018 года в род включают 6 видов:
- Maxillicosta lopholepis Eschmeyer & Poss, 1976
- Maxillicosta meridianus Motomura, Last & M. F. Gomon, 2006
- Maxillicosta raoulensis Eschmeyer & Poss, 1976 — Новозеландский максилликост[1]
- Maxillicosta reticulata (F. de Buen, 1961)
- Maxillicosta scabriceps Whitley, 1935
- Maxillicosta whitleyi Eschmeyer & Poss, 1976